# The Magic Whip
| Совокупная оценка   | Совокупная оценка |
| Источник            | Оценка            |
| ------------------- | ----------------- |
| Metacritic          | 81/100            |
| Оценки критиков     |                   |
| Источник            | Оценка            |
| AllMusic            | [ 2 ]             |
| The Daily Telegraph | [ 3 ]             |
| The Guardian        | [ 4 ]             |
| New York Daily News | [ 5 ]             |
| NME                 | 8/10              |
| Pitchfork Media     | 7.0/10            |
| Q                   | [ 8 ]             |
| Rolling Stone       | [ 9 ]             |
| Slant Magazine      | [ 10 ]            |
| Uncut               | [ 11 ]            |

The Magic Whip — восьмой студийный альбом группы Blur, изданный 27 апреля 2015 года. Первый студийный альбом группы за 12 лет после Think Tank 2003 года и первый за 16 лет альбом после альбома 13, где в качестве гитариста выступает Грэм Коксон.
Надпись на обложке альбома представляет собой перевод на китайский названия группы (иер. трад. 模糊, ютпхин: mou⁴wu⁴, пиньинь: móhu, буквально: «неясный, расплывчатый») и альбома (иер. трад. 魔鞭, ютпхин: mo¹bin¹, пиньинь: móbiān, буквально: «волшебный хлыст»), стилизованные под неоновые вывески.

## Об альбоме
Заявление о выпуске нового альбома было сделано 19 февраля 2015 года, в первый день китайского нового года, на пресс-конференции в одном из китайских ресторанов Лондона. В тот же день группа выложила видео к песне «Go Out». Большинство песен, вошедших в альбом, были записаны в 2013 году в Гонконге, и атмосфера города, как подчеркнул Деймон Албарн, оказала большое влияние на создание альбома. По его словам, альбом по стилю похож на творчество Дэвида Боуи середины 70-х годов. Композиция «Pyongyang» («Пхеньян») повествует о впечатлениях Албарна от посещения Северной Кореи.

## Список композиций
| №   | Название                              | Длительность |
| --- | ------------------------------------- | ------------ |
| 1.  | «Lonesome Street»                     | 4:23         |
| 2.  | «New World Towers»                    | 4:02         |
| 3.  | «Go Out»                              | 4:40         |
| 4.  | «Ice Cream Man»                       | 3:23         |
| 5.  | «Thought I Was a Spaceman»            | 6:16         |
| 6.  | «I Broadcast»                         | 2:52         |
| 7.  | «My Terracotta Heart»                 | 4:05         |
| 8.  | «There Are Too Many of Us»            | 4:26         |
| 9.  | «Ghost Ship»                          | 4:59         |
| 10. | «Pyongyang»                           | 5:38         |
| 11. | «Ong Ong»                             | 3:06         |
| 12. | «Mirrorball»                          | 3:37         |
| 13. | «Y’all Doomed» (Japanese bonus track) |              |

## Участники
- Деймон Албарн — вокал, клавишные, синтезатор, гитара, акустика
- Грэм Коксон — гитара, клавишные, синтезатор, бэк-вокал
- Алекс Джеймс — бас-гитара
- Дейв Раунтри — ударные, бубен, перкуссия, электроника, бэк-вокал
- Demon Strings[англ.] — оркестровки
- Стивен Стрит[англ.] — продюсер

## Чарты
| Чарт (2015)                 | Лучший результат |
| --------------------------- | ---------------- |
| Бельгия/Фландрия (Ultratop) | 5                |
| Бельгия/Валлония (Ultratop) | 8                |
| Нидерланды (Album Top 100)  | 4                |
| UK Albums Chart             | 1                |